# Xanthotype crocataria
Xanthotype crocataria là một loài bướm đêm trong họ Geometridae.